# 태자태보
태자태보(太子太保)는 동궁삼사에 속한 태자삼공의 3관직 중 하나로, 태자부의 태보이다.   태자삼공의 3관직중 하나로 왕자(王子),부마(駙馬), 비부(妃父) 등의 종실(宗室)과 공신(功臣)에게만 내렸던 벼슬로 정원은 1인이었으며, 최고 품계의 정1품 관직이었던 만큼 마땅한 사람이 없으면 공석으로 남겨두었다.
형식상으로는 태자소보와 함께 어린 나이를 지닌 황태자의 후견인 및 보좌관 역할을 담당하였으나, 실질적으로는 고위직 관리에게 주어지는 명예직으로서 일종의 허직이었다. 
중국 왕조뿐만 아니라 고려에도 동궁삼사가 설치되어 태자태보가 존재하였으나, 충렬왕 34년(1308년)에 동궁관이 세자부로 개칭되며 사라지게 되었다.